# Kayser Bjerg
Der Kayser Bjerg ist ein grönländischer Berg im Nordost-Grönland-Nationalpark.

## Lage
Der Berg liegt im östlichen Hall Land in Nordgrönland nahe der Küste zur Newman Bugt auf Höhe des Robeson-Kanals der Naresstraße.

## Geschichte
Der Berg wurde von Lauge Koch während der Jubiläumsexpedition 1920–23 zu Ehren des dänischen Geografen Olaf Ivar Monrad Kayser benannt. Bereits während der Polaris-Expedition 1871–73 unter Charles Francis Hall wurde der Berg jedoch gesichtet und mit dem beschreibenden Namen Peculiar Pass Mountain versehen.